# Quévreville-la-Poterie
Quévreville-la-Poterie è un comune francese di 930 abitanti situato nel dipartimento della Senna Marittima nella regione della Normandia.

## Società

### Evoluzione demografica
Abitanti censiti